# Adolf Brüning (Kunsthistoriker)
Adolf Brüning (* 1867 in Münster; † 2. Februar 1912 in Hannover) war ein deutscher Kunsthistoriker.
Adolf Brüning war der Sohn des kaiserlichen Bankbeamten und späteren Geheimen Regierungsrates Adolf Brüning und seiner Frau Luise. Er studierte Klassische Philologie, Klassische Archäologie und Germanistik. Nach dem Staatsexamen und der Promotion unterrichtete er zwei Jahre an Gymnasien in Koblenz und Bonn und war dann ein Jahr Erzieher des Prinzen von Ratibor. 1894 begann er eine Tätigkeit bei den Berliner Museen, zunächst am Antiquarium unter Ernst Curtius, dann am Kunstgewerbemuseum unter Julius Lessing, wo er 1897 Direktorialassistent wurde. 1905 wurde er Direktor des neugegründeten Landesmuseums der Provinz Westfalen in Münster, dessen Neubau er am 17. März 1908 einweihen konnte. Auf ihn gehen die Konzeption und Einrichtung des Museums zurück. Am 1. September 1910 wurde er zum Direktor des Provinzialmuseums Hannover gewählt. Schon nach wenigen Monaten wollte er seine Stelle aus familiären Gründen aufgeben und nach Münster zurückkehren, zog jedoch sein Entlassungsgesuch wieder zurück. Als er 1912 der Museumskommission im Ständehaus die Pläne für die künftige Entwicklung des Provinzialmuseums vortrug, traf ihn ein Schlaganfall, an dessen Folgen er im Alter von 44 Jahren starb.

## Veröffentlichungen
- Thuergriffe und Brunnenmasken (= Vorbilder-Hefte aus dem Kgl. Kunstgewerbe-Museum 23). Wasmuth, Berlin 1900.
- Italienische Thuerklopfer (= Vorbilder-Hefte aus dem Kgl. Kunstgewerbe-Museum 24). Wasmuth, Berlin 1900.
- Die Schmiedekunst seit dem Ende der Renaissance (= Monographien des Kunstgewerbes 3). Seemann Nf., Leipzig 1902.
  - 2. erweiterte Auflage, bearbeitet von Alfred Rohde: Die Schmiedekunst bis zum Ausgang des 18. Jahrhunderts. Klinkhardt & Biermann, Leipzig 1922.
- in Verbindung mit Wilhelm Behncke, Max Creutz, Georg Swarzenski: Europäisches Porzellan des XVIII. Jahrhunderts. Katalog der vom 15. Februar bis 30. April 1904 im Lichthofe des Kgl. Kunstgewerbe-Museums zu Berlin ausgestellten Porzellane. Berlin 1904 (Digitalisat).
- Griechische Tongefäße. Mit dreiundzwanzig Abbildungen nach Originalen des Antiquariums zu Berlin. In: Velhagen & Klasings Monatshefte 19, 1904/05, Bd. 1, S. 193–207.
- mit Julius Lessing: Der pommersche Kunstschrank. Wasmuth, Berlin 1905.
- Porzellan. Kunstgewerbemuseum Berlin (Handbücher der Königlichen Museen zu Berlin). G. Reimer, Berlin 1907.
  - Neu bearbeitet von Ludwig Schnorr von Carolsfeld. G. Reimer, Berlin 1914.